# ألفونس ميلن إدواردس

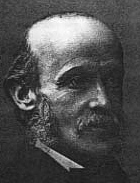
ألفونس ميلن إدواردس

ألفونس ميلن إدواردس (بالفرنسية: Alphonse Milne-Edwards)‏ عالم حيوان فرنسي، ولد في 13 أكتوبر 1835 بباريس وتوفي بها في 21 أبريل 1900. وهو ابن عالم الحيوان هنري ميلن إدواردس.